# Communauté de communes de l'Orée de Gâtine
La communauté de communes de l'Orée de Gâtine est une ancienne communauté de communes française, située dans le département des Deux-Sèvres, en région Poitou-Charentes.

## Historique
La communauté de communes de l'Orée de Gâtine a été créée le 24 décembre 1992. Elle est dissoute le 31 décembre 2009. Ses communes, ainsi que celles de la communauté de communes du Val d'Autize, rejoignent au 1er janvier 2010 une nouvelle intercommunalité, la communauté de communes Gâtine-Autize.
La communauté de communes de l'Orée de Gâtine représentait une population municipale de 2 180 habitants (selon le recensement de 2009), sur un territoire de 94,72 km2.

## Composition
Elle était composée des quatre communes suivantes :
- Le Beugnon
- Le Busseau
- La Chapelle-Thireuil
- Fenioux